# Chiền chiện đồng vàng
Chiền chiện đồng vàng (danh pháp hai phần: Cisticola exilis) là một loài chim thuộc Họ Chiền chiện. Loài này sinh sống trong khu vực từ Ấn Độ đến Australia.
Nó có bề ngoài rất giống chiền chiện đồng hung (Cisticola juncidis), tuy nhiên, trong mùa sinh sản những con trống có bộ lông với đầu, họng và ngực là một màu cam vàng kim tươi màu, và đuôi của chúng trở nên ngắn hơn trong bộ lông mùa đông.
Loài này được tìm thấy trong các thảm thực vật mọc thành tầng trong và xung quanh vùng đất ngập nước.
Nó được biết đến như là thợ may tốt nhất trong số các loài chim, thường sử dụng mạng nhện để khâu lại với nhau làm tổ.